# 23686 Сун'юань
23686 Сун'юань (23686 Songyuan) — астероїд головного поясу, відкритий 8 травня 1997 року.
Тіссеранів параметр щодо Юпітера — 3,316.
Названо на честь Сун'юань — міській округ у провінції Цзілінь (КНР).